# Joseph A. Strohl
Joseph A. Strohl (Evanston, Illinois, Estados Unidos - 19 de marzo de 1946) es un antiguo miembro del senado estatal de Wisconsin, representando como demócrata al Condado de Racine.

## Biografía
Strohl nació el 19 de marzo de 1946, en Evanston, Illinois. Se graduó del instituto en Stephenson, Míchigan, antes de asistir a la Northern Michigan University y a la University of Wisconsin-Milwaukee. Strohl está casado, y tiene un hijo y un hijastro.

## Carrera
Strohl fue elegido para el Senado en 1978. Más tarde, sirvió durante dos mandatos hasta 1991.